# Carl Junction
Carl Junction é uma cidade localizada no estado americano de Missouri, no Condado de Jasper.

## Demografia
Segundo o censo americano de 2000, a sua população era de 5294 habitantes.
Em 2006, foi estimada uma população de 6847, um aumento de 1553 (29.3%).

## Geografia
De acordo com o United States Census Bureau tem uma área de
13,0 km², dos quais 12,6 km² cobertos por terra e 0,4 km² cobertos por água. Carl Junction localiza-se a aproximadamente 270 m acima do nível do mar.

## Localidades na vizinhança
O diagrama seguinte representa as localidades num raio de 12 km ao redor de Carl Junction.
Esse artigo é muito vagabundo